# بروس بوين
بروس بوين (بالإنجليزية: Bruce Bowen)‏ مواليد 14 يونيو 1971 في ميرسيد، هو لاعب كرة سلة أمريكي سابق بدأ مسيرته الاحترافية في سنة 1993. يبلغ طوله 6 قدم 7 بوصة (2.0 م). اعتزل اللعب في 2009.

## روابط خارجية
- بروس بوين على موقع إن بي أي (الإنجليزية)
- بروس بوين على موقع سبورتس رفرنس (الإنجليزية)
- بروس بوين على موقع كرة السلة الأوروبية.كوم (الإنجليزية)
- بروس بوين على موقع كلية كرة السلة في سبورتس رفرنس.كوم (الإنجليزية)
- بروس بوين على موقع ريلجم (الإنجليزية)
- بروس بوين على موقع بروبوليرز (الإنجليزية)